# サクラ愛の物語
『サクラ愛の物語』（サクラあいのものがたり）は、メディアックスが発行する日本の女性向け月刊漫画雑誌。1989年にスコラが創刊した『Lady's Comic Sakura』が起源。数度に渡る誌名変更や発行元変更を挟み、2008年から現在の誌名で刊行されている。毎月11日発売。

## 概要
「名作・傑作勢揃い! ドラマチック愛のロマン劇場!!」をキャッチフレーズに、主婦や働く女性の恋や家庭生活、仕事を描いた作品を中心に掲載。
編集はカノン・クリエイティブに依頼している。

## 年表
- 1989年 - スコラが『Lady's Comic Sakura』を創刊。
- 1992年 - 7月号から『Sakura』へ誌名変更[3]。当時は毎月8日発売。
- 1999年 - スコラの倒産により、7月号からあおば出版が発行。
- 2002年 - 4月号から『さくら愛の物語』に誌名を変更[4]。
- 2003年 - 2月号から発売日を毎月11日に変更。
- 2007年 - あおば出版の破産に伴い、9月号を最後に休刊。10月11日発売の11月号からメディアックスが復刊。
- 2008年 - 6月11日発売の7月号から『サクラ愛の物語』に誌名変更。

## 活躍中の主な漫画家
- 小塚敦子
- 立木美和
- 津雲むつみ
- 福田素子
- 星野めみ
- まさき輝
- 若林美樹